# PREDISA
Promociones y Ediciones Internacionales, S.A. de C.V. (PREDISA), es una empresa editora de Música, propiedad de Discos Peerless, creada en la década de los 70's y dedicada a registrar y proteger las obras de diversos autores, principalmente para que las composiciones fueran grabadas por artistas del elenco Peerless.
La primera obra musical registrada en PREDISA, fue la canción Te vi llorando, de Marco Antonio Vázquez. Entre los éxitos registrados en PREDISA podemos destacar: Cariño, éxito de Los Baby's y posteriormente de Lucero; ¿Por qué?, de Armando Ávila, del grupo Los Baby's; Caballo Viejo, de Simón Pérez; Llorando se fue (Lambada), de Ulises Hermosa; Sufrir, original de Agustín Villegas, del grupo Los Solitarios, y la mayoría de las composiciones de Silvia Tapia, conocida como Prisma.
Su fundador fue el señor José Luis Vela y Gómez Lamadrid.
- Datos: Q6055473